# Music for Nations
Music for Nations — британський інді-лейбл, що займався рок- та метал-музикою. Він був підрозділом Zomba Records, які в свою чергу належали BMG.
Заснований 1983 року Мартіном Хукером, лейбл зарекомендував себе як європейський лідер в області рок-і метал-музики.
2004 року лейбл офіційно припинив існування, однак у 2015 відновив роботу.

## Гурти, що видавалися на лейблі
- Acid Drinkers (1990–1992) (Subsidiary Label — Under One Flag)
- Agent Steel
- Alaska
- Amplifier
- Anathema
- Anthrax
- Apes Pigs and Spacemen
- Baby Tuckoo
- Battleaxe
- The Beyond
- Candlemass
- Cradle of Filth
- Creation of Death (1991–1992) (Subsidiary Label — Under One Flag)
- Darkmoon
- Dispatched
- Dead Potatos (2003–2006)
- Drive She Said
- Earthshaker
- Entombed
- Exciter
- Exodus
- The Exploited (Subsidiary Label — Rough Justice)
- Freak of Nature
- Godflesh
- Hardcore Superstar
- Hed PE
- Hellion
- Helstar
- InMe
- Legs Diamond
- Lost Horizon[en]
- Loudness
- Manowar
- Eric Martin
- Meanstreak
- Megadeth
- Mercyful Fate
- Metallica
- Mike Tramp
- Mindfunk
- Nuclear Assault
- Opeth
- Paradise Lost
- Q5
- Ratt
- The Rods
- Rogue Male
- Rox
- Sarcófago (1985–1986)
- Savatage
- Sirrah (1995–1999)
- Spiritual Beggars
- Jack Starr
- Sugarcreek
- Surgin
- Thrasher
- Tigertailz (1990–2005)
- TKO
- Tyketto
- Turbo (1990–1991) (Subsidiary Label — Under One Flag)
- Robin Trower
- Twelfth Night
- Tygers of Pan Tang
- Venom (1989–1992) (Subsidiary Label — Under One Flag)
- Virgin Steele
- W.A.S.P.
- Wolf Spider (1990–1991) (Subsidiary Label — Under One Flag)
- Waysted
- Wendy O. Williams
- XisLoaded